# Kim Young-bin (Fußballspieler, 1991)
Kim Young-bin (koreanisch 김영빈; * 20. September 1991) ist ein südkoreanischer Fußballspieler.

## Karriere

### Verein
Nach der Schulmannschaft der Seoul Physical Education High School und dem Team der Gwangju University wechselte er zur Saison 2014 zum Gwangju FC. Diese verliehen ihn dann im Januar 2018 bis September 2019 zum Sangju Sangmu FC, wo er seinen Militärdienst absolvierte. Seit der Spielzeit 2020 steht er beim Gangwon FC unter Vertrag.

### Nationalmannschaft
Sein erster Einsatz im Trikot der südkoreanischen Nationalmannschaft war am 9. Juni 2021 bei einem 5:0-Sieg über Sri Lanka während der Qualifikation für die Weltmeisterschaft 2022. Hier wurde er in der 81. Minute für Son Jun-Ho eingewechselt.